# 劉遵和
劉遵和，字子中，号春台，山東沂水县人，清朝政治人物、同进士出身。

## 生平
嘉慶二十四年（1819年）己卯恩科进士，任户部江西司兼广东司主事，军机处行走。

## 家族
父劉文翔。